# Амир-Кабир
Амир-Кабир (перс. امیرکبیر‎;
9 января 1807 — 10 января 1852), полное имя Мирза Таги-хан Амир-Незам (перс. میرزا تقی‌خان امیرنظام‎ — в пер. букв. «князь порядка») — премьер-министр (визирь) Ирана при Насреддин-шахе. Известен по прозвищу Амир-Кабир (Великий Министр). Первым начал процесс модернизации Ирана. Родился в городе Хазаве, в районе Эрака.

## Биография
Его отец, Карбалаи Курбан (перс. کربلائی قربان‎), был поваром при предыдущем премьер-министре , который позаботился об обучении ребёнка.
В 1829 году он был направлен в Санкт-Петербург составе иранской миссии в России.
Амир-Кабир был послан в Оттоманскую Порту на переговоры об окончании войны, длившейся около ста лет.
По возвращении в Иран в 1847 году он получил должность при дворе наследного принца Насреддина в Азербайджане. Он помог молодому Насреддин-шаху получить трон, после чего шах сделал его визирем и дал в жёны свою сестру.

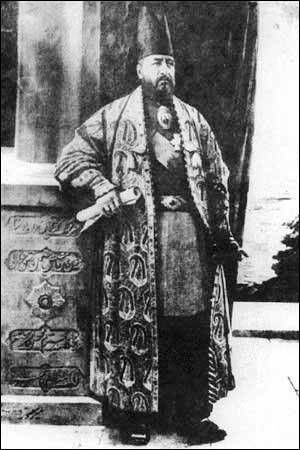
Фотопортрет Амир-Кабира

Дела в империи были в хаосе, и Амир-Кабир навёл порядок в администрацию состояние страны было крайне тяжелым, провинции были практически независимы, долги страны были огромны.

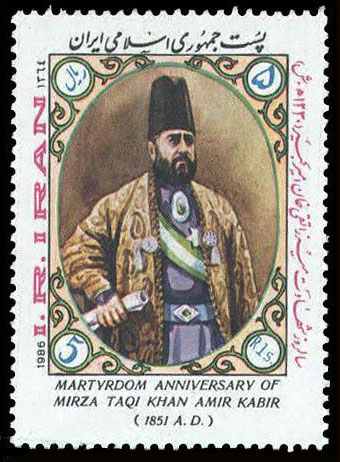
Амир-Кабир на почтовой марке Ирана. 1986 г.

Амир-Кабир начал проводить реформы практически во всех общественных сферах. Были урезаны государственные расходы, проведено разграничение между частными и общественными средствами. Амир пересмотрел структуру администрации и взял на себя ответственность за весь аппарат чиновников. Было сокращено зарубежное вмешательство во внутренние дела Ирана, но развивалась международная торговля.
Он основал первый в Иране светский университет европейского типа Дар ул-Фунун (Дом знаний). Он поддержал первую иранскую газету «Вагаэ-йе Эттефагийе. В результате придворных интриг шах снял Амир-Кабира с должности и послал в ссылку в Кашан.
Русское посольство предлагало Амир-Кабиру убежище в России, однако он отказался. Когда шах был в состоянии опьянения, его мать и её помощники смогли выпросить у шаха приказ казнить Амир-Кабира, обвиняя его в замыслах узурпировать трон. Приказ был выполнен немедленно, Амир-Кабир был убит в кашанской бане цирюльником, который перерезал ему вены.
Именем Амир-Кабира назван Тегеранский Технологический Университет, нефтехимический завод в Мехшере и технологический университет там же.